# カール・ヘレラ
- カール・エレーラ

カール・ビクトール・ヘレラ・アレン（Carl Victor Herrera Allen、1966年12月14日 - ）は、トリニダード・トバゴ・トリニダード島出身のベネズエラの元バスケットボール選手。ポジションはスモールフォワード。

## 来歴
16歳でベネズエラリーグにてプロデビュー。
その後ヒューストン大学に留学し、1990年のNBAドラフトで全体30位でマイアミ・ヒートから受けるが、スペインリーガACBのレアル・マドリード・バロンセストでプレーし、翌年ヒューストン・ロケッツに入団。
1993-94、1994-95シーズンのNBAファイナル連覇に控え選手ながら貢献した。
1995年、サンアントニオ・スパーズへトレード。
1998年はバンクーバー・グリズリーズ、デンバー・ナゲッツを渡り歩くが、シーズン中のロックアウトのためNBAを去ることになる。
1999年、ベネズエラリーグに復帰し、2008年まで現役を続けた。
引退後はGatos de Monagasのコーチを務めた。

## ベネズエラ代表
ベネズエラ代表としてバルセロナオリンピックと2度のバスケットボール世界選手権を経験している。